# Sayuri Yamaguchi
Sayuri Yamaguchi (山口 小百合, 25 de juliol de 1966) és una exfutbolista japonesa.

## Selecció del Japó
Va debutar amb la selecció del Japó el 1981. Va disputar 29 partits amb la selecció del Japó. Ha disputat Copa del Món de 1991.

## Estadístiques
| Selecció del Japó | Selecció del Japó | Selecció del Japó |
| Anys              | Partits           | Gols              |
| ----------------- | ----------------- | ----------------- |
| 1981              | 2                 | 0                 |
| 1982              | 0                 | 0                 |
| 1983              | 0                 | 0                 |
| 1984              | 3                 | 0                 |
| 1985              | 0                 | 0                 |
| 1986              | 13                | 0                 |
| 1987              | 0                 | 0                 |
| 1988              | 0                 | 0                 |
| 1989              | 0                 | 0                 |
| 1990              | 1                 | 0                 |
| 1991              | 9                 | 1                 |
| 1992              | 0                 | 0                 |
| 1993              | 1                 | 0                 |
| Total             | 29                | 1                 |